# Světla do mlhy

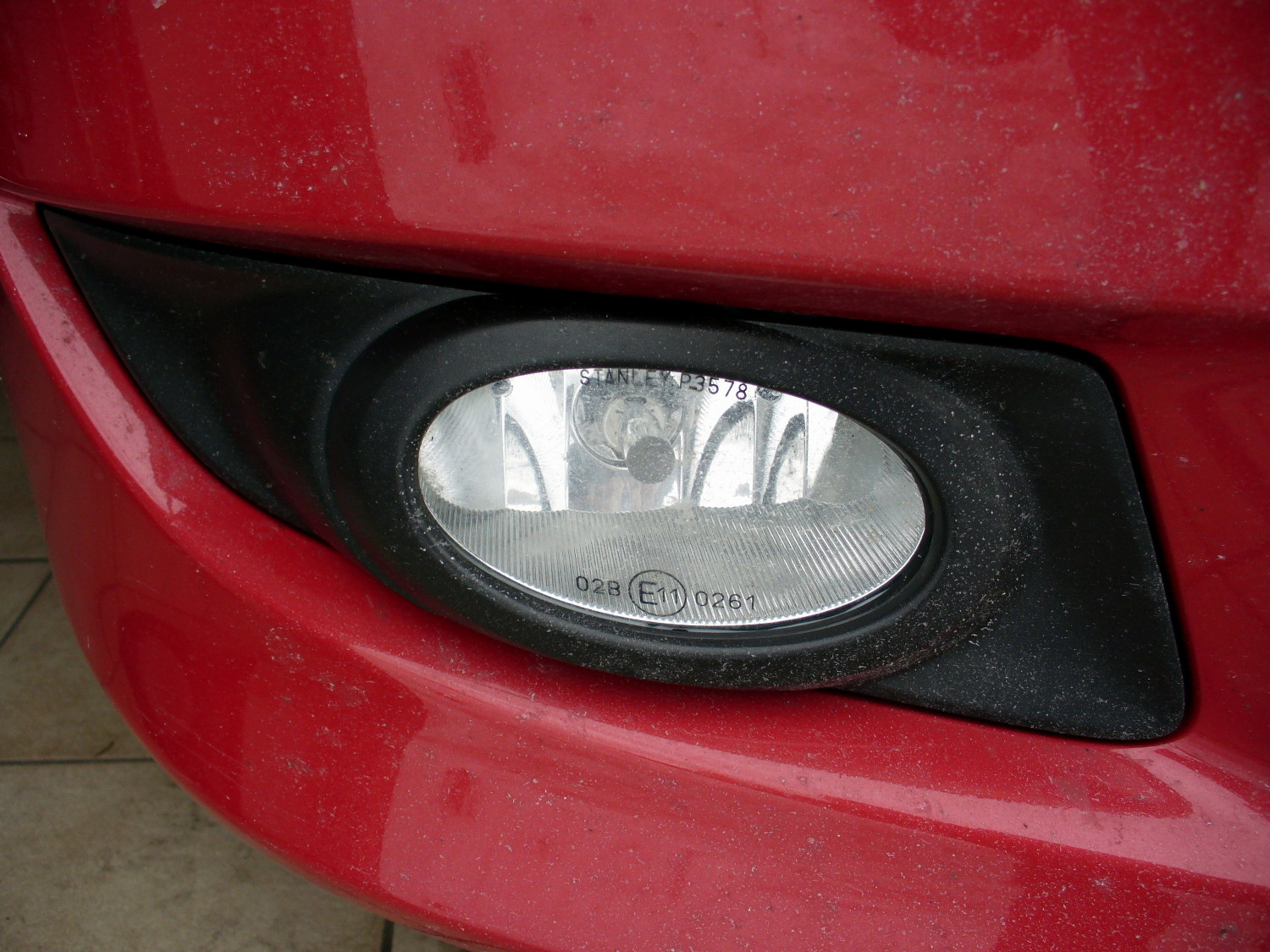
Reflektor přední mlhovky

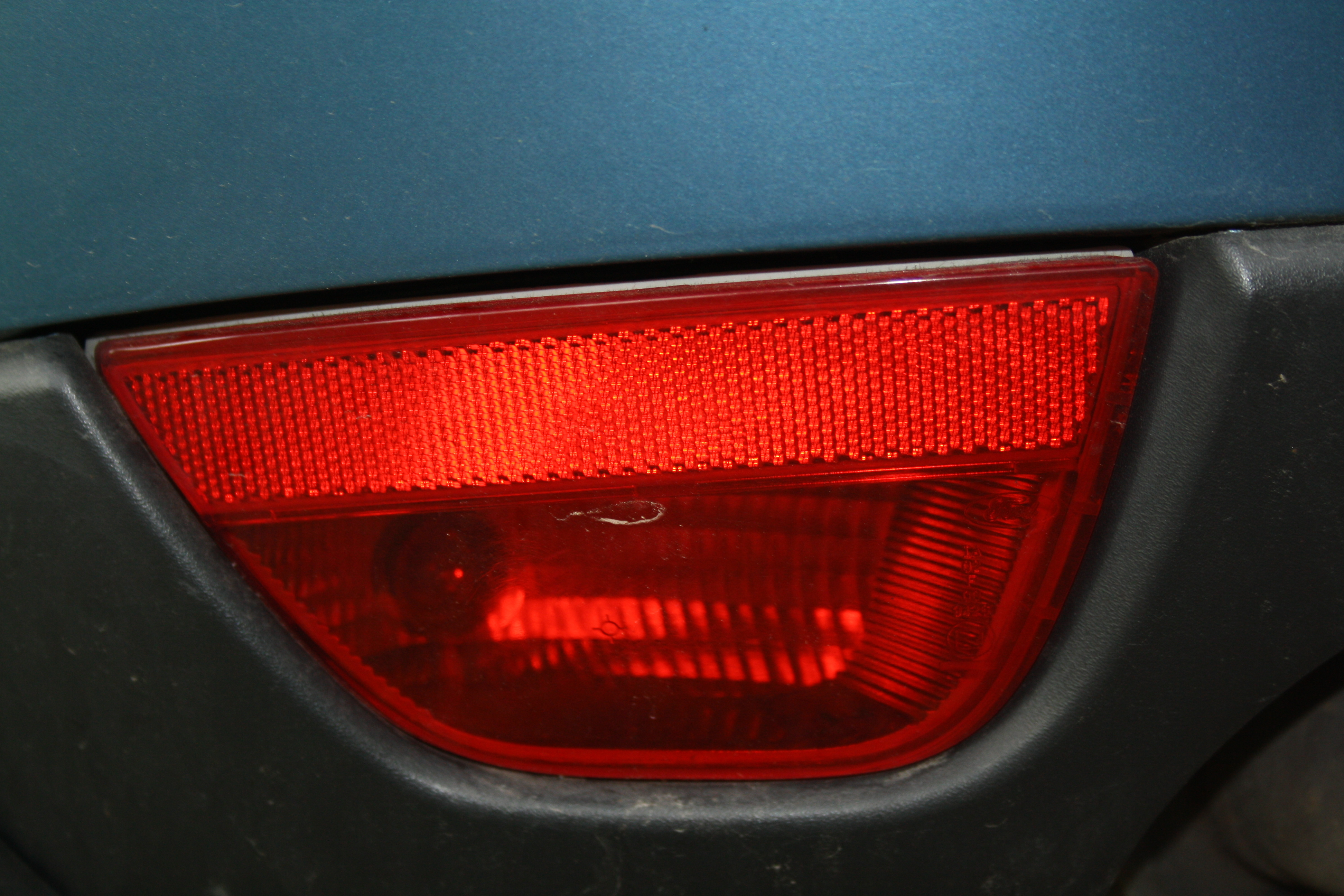
Reflektor zadní mlhovky

Světla do mlhy (mlhová světla, mlhovky) jsou přídavná pomocná světla, která se používají pro osvětlení vozidel za nepříznivých povětrnostních podmínek – v mlze, hustém dešti nebo sněžení. Podle účelu a konstrukce se mlhová světla dělí na přední a zadní.
- Přední mlhová světla mají bílou nebo méně často žlutou barvu, jsou na vozidle umístěna velmi nízko, co nejblíže k povrchu vozovky.
- Zadní mlhová světla mají jasnou červenou barvu a obvykle bývají umístěna ve společných zadních svítilnách automobilu.

## Funkce a použití
Mlha se skládá z malých vodních kapiček, které odráží dopadající světlo zpět. Čím je větší úhel mezi kuželem světla vrhaného mlhovým světlem a okem řidiče, tím je méně světla odraženo zpět do oka řidiče a tím řidič lépe vidí. Mlhové světlo se používá obvykle společně s potkávacím světlem. Je možné jej použít společně pouze s obrysovým světlem. V takovém případě se výrazně snižuje oslnění řidiče odraženým světlem, ale zároveň se výrazně snižuje i úroveň osvětlení vozovky. Proto je vhodné tento způsob použít pouze ve velmi husté mlze.
Zadní mlhová světla pouze zlepšují viditelnost vozidla za snížené viditelnosti – světla mají vyšší intenzitu svícení, než zadní obrysová světla. Za dobré viditelnosti je povinnost mít mlhová světla vypnutá, aby nedocházelo k oslňování ostatních účastníků silničního provozu.
Zatímco zadní mlhová světla jsou u vozidel prodávaných v EU povinná, přední povinná nejsou a jsou často nabízena pouze za příplatek.